# 田中マイミ
田中 マイミ（たなか マイミ）は、日本のシンガーソングライター、経営コンサルタント、株式会社フューチャービジョン・ラボ代表取締役会長。京都府京都市出身。

## 来歴
3歳からピアノを習い始める。 
第一回ヤマハシンガーオーディションにて優勝。高校卒業後、上京。ヤマハネム音楽院（現:ヤマハ音楽院）にてボーカルレッスンを受講。
その後、独学で作詞・作曲を学ぶ。シンガーソングライターとして2枚のシングルを出したのちに、バックコーラスや楽曲を制作。
楽曲提供は「田中真美」名義で行っていた。
担当したバックコーラス=
谷村新司、森山良子、鈴木聖美など

## ドン・キホーテのイメージソング
幾つかのアルバイトを経て、ドン・キホーテに1994年、アルバイトとして入社。担当する売場の売上を次々に増加を達成。他にも、ドン・キホーテ内のジャングル風のディスプレイなどを考案。社長より何度も社員登用の誘いがあり、正社員になる。その後、部長になる 。創業社長（安田隆夫）からの依頼により、イメージソング「MIRACLE SHOPPING〜ドン・キホーテのテーマ〜」を制作。買い物かごを持った時にリズムに乗れる軽快なリズムの曲をテーマにした。

## ディスコグラフィ

### アルバム
- 涙のロンリーボーイ（1981年）[12]

### シングル
- 愛は黄昏の中で（1980年）[13]
- 「MIRACLE SHOPPING〜ドン・キホーテのテーマ〜」（2000年）[14]

### 楽曲提供

#### 作詞/作曲
- 稲垣潤一「涙のロンリーボーイ」[15]
- 小林千絵「きまぐれマイ・ラブ」[16]

#### 作曲
- ビートたけし「ポツンと一人きり」[17]」
- 川島なお美「ラブミー・タイト」[18]」
- 増田恵子「Yesterday&Today」[19]」
- 石川ひとみ「何もいわないで」[20]
- 欧陽菲菲「最終電車」[21]